# Francisco Rodríguez (futbolista)
Francisco Javier Rodríguez Hernández (Alajuela, Costa Rica, 8 de febrero de 1993) es un futbolista costarricense que se desempaña como delantero en C.S. Herediano de la Primera División de Costa Rica.

## Trayectoria

### A. D. Alajuela Junior
El delantero tuvo su debut con Alajuela Junior, equipo filial de Alajuelense en la Segunda División, el 26 de enero de 2013 en un partido que enfrentó a Ramonense en el Estadio Morera Soto. Rodríguez ingresó de cambio al minuto 61' por Alejandro Vargas y el marcador terminó en derrota por 1-3. El 2 de marzo convirtió su primer gol sobre Juventud Escazuceña, para el triunfo de local por 2-0. Pudo alcanzar diez apariciones en el certamen de Clausura.

### L. D. Alajuelense
Rodríguez representó al conjunto absoluto de Alajuelense en dos compromisos del Torneo de Copa 2013, por la ida de los octavos y cuartos de final contra la Universidad de Costa Rica y Carmelita, respectivamente, quedándose en el banquillo en ambos cotejos.

### A. D. Carmelita
El 7 de enero de 2014, se confirma el préstamo de Francisco al club Carmelita por un torneo corto.
Realizó su debut el 12 de enero por la primera fecha del Campeonato de Verano, precisamente frente a Alajuelense en el Estadio Morera Soto. Rodríguez tuvo sus primeras acciones en la máxima categoría tras reemplazar a Brandon Poltronieri al minuto 80'. Marcó un tanto el 12 de marzo por la vía del penal para igualar las cifras 1-1 sobre el Cartaginés. En la fecha siguiente se destapó con un doblete a los minutos 28' y 44' contra Pérez Zeledón (victoria 3-1). Finalizó la competición con seis anotaciones en dieciocho partidos disputados.
Continuó una campaña más en Carmelita para contabilizar ocho presencias y un gol registrado en el Campeonato de Invierno 2014.

### L. D. Alajuelense

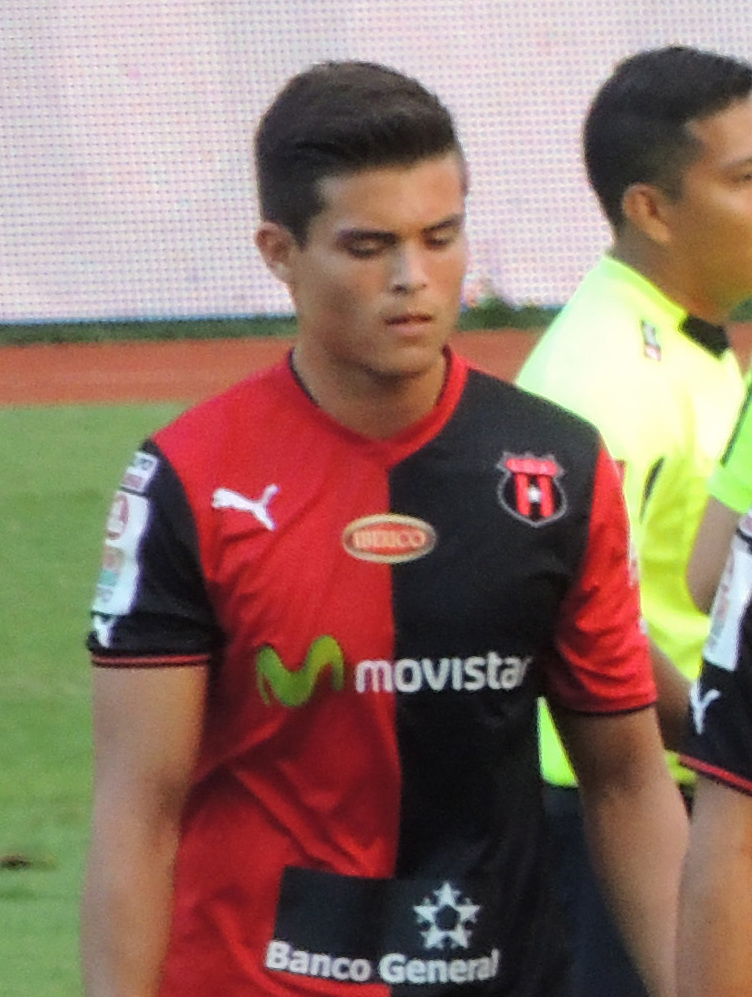
Rodríguez en enero de 2015.

El delantero regresó a Alajuelense a partir de 2015 y disputó el Campeonato de Verano. Su primer partido oficial con los liguistas se dio el 7 de febrero contra el Herediano, donde entró de relevo por Jonathan McDonald al minuto 77'. Alcanzó cinco apariciones y el 23 de mayo su equipo quedó subcampeón tras la pérdida en penales ante los florenses.
El 23 de diciembre de 2015, vuelve a obtener el subcampeonato de Invierno cayendo en esta ocasión ante el Deportivo Saprissa.

### C. F. Universidad de Costa Rica
El 28 de enero de 2016, Francisco sale del club en condición de préstamo hacia la Universidad de Costa Rica por seis meses, con la alternativa de ampliación por la misma cantidad de tiempo.
En esta etapa como académico, sumó veintiocho cotejos y solamente tuvo dos goles. Después de vencer su contrato de préstamo en abril de 2017, Rodríguez regresó a Alajuelense para que este posteriormente le dejara libre.

### Diriangén F. C.
Tras semanas de incertidumbre acerca de su futuro, el 12 de julio de 2017 ficha por el Herediano y de inmediato es cedido al Diriangén de Nicaragua. En este equipo retomó las ganas de jugar fútbol y fue considerado como el más regular del plantel, con diecinueve presencias alcanzando la totalidad de los minutos en cada uno de los juegos. Además aportó tres goles.

### C. F. Universidad de Costa Rica
Su segunda etapa como universitario se dio a partir del Torneo de Clausura 2018. Debutó con gol el 10 de enero en el empate 1-1 de visita contra el Cartaginés. Más experimentado, Rodríguez pudo participar en veinte compromisos, de los cuales hizo siete anotaciones.

### C. S. Herediano
El 24 de mayo de 2018, el futbolista se convierte en el nuevo refuerzo del Herediano por dos años.

### Santos de Guápiles
El 11 de julio de 2018, llega al Santos de Guápiles en condición de préstamo por una temporada. Solamente disputó tres juegos del Torneo de Apertura, con un gol sobre Carmelita el 29 de julio. También enfrentó los octavos de final de la Liga Concacaf, en la que los santistas fueron eliminados por el Portmore United en penales. El 23 de agosto dejó el equipo para marcharse de nuevo a la Universidad de Costa Rica, igualmente a préstamo.

### C. F. Universidad de Costa Rica
Francisco asumió el rol de goleador en su equipo para la temporada 2018-19, alcanzando quince anotaciones. Aunque inicialmente iba a volver al Herediano para el Clausura, donde incluso fue presentado el 10 de enero en conferencia de prensa, el reglamento le impidió jugar en tres clubes distintos en un mismo año deportivo. Su aporte favoreció a los universitarios en su permanencia en la Primera División.

### C. S. Herediano
El 23 de mayo de 2019, se oficializa el regreso de Rodríguez al Herediano. Debuta con la camiseta rojiamarilla el 20 de julio contra La U Universitarios, jugando la totalidad de los minutos en la victoria 0-1 a domicilio. Marcó su primer gol el 28 de julio, por la vía del penal en la derrota 3-2 ante Alajuelense. En total alcanzó veinticuatro apariciones y convirtió nueve anotaciones. El 21 de diciembre se proclamó campeón del torneo tras vencer a Alajuelense en los penales.  El 30 de diciembre se oficializó que el jugador dejaría Herediano para convertirse en refuerzo del Deportes Tolima de Colombia.

### Deportes Tolima
El 31 de diciembre de 2019, se hace oficial el préstamo del jugador en el Deportes Tolima de la máxima categoría colombiana. Hizo su debut en liga el 23 de enero de 2020, jugando los últimos veintidós minutos del empate 2-2 contra el Independiente Medellín. El 7 de febrero, en su primera aparición como titular, Rodríguez se destapó con un triplete para poner el triunfo de 3-0 sobre el Envigado. El 2 de diciembre se anunció su salida del club tras finalizar el préstamo.

### C. S. Herediano
El 4 de diciembre de 2020, el Herediano confirma el regreso de Rodríguez para la siguiente campaña.
Debutó de nuevo como florense el 14 de enero de 2021, en la primera jornada del Torneo de Clausura ante Sporting, jugando 66 minutos de la derrota de su conjunto por 3-2. Convirtió su primer gol de la campaña el 20 de marzo sobre Grecia, para decretar el triunfo a domicilio por goleada de 1-4. En la siguiente fecha le marcó un tanto a Jicaral en el empate 2-2. Rodríguez concretó anotaciones en las últimas tres jornadas de la fase regular contra rivales como Saprissa (2-2), Pérez Zeledón (0-3) y Limón (2-0). Su equipo clasificó a la ronda eliminatoria y llegó hasta la final, quedándose con el subcampeonato. Francisco logró veinte apariciones, marcó cinco goles y dio una asistencia.
Para el Torneo de Apertura 2021, Francisco no gozó de minutos de juego debido a decisiones técnicas y de una lesión, pudiendo participar en apenas cuatro compromisos. El 19 de diciembre se proclamó campeón al ganar los dos duelos de la gran final. El 22 de diciembre se anunció su salida del equipo.

### Deportivo Saprissa
El 27 de diciembre de 2021, el Deportivo Saprissa hizo oficial el fichaje de Rodríguez quien firmó por un año. Su presentación formal como refuerzo del club se produjo el 21 de enero en conferencia de prensa, portando la dorsal «9». El 4 de febrero convirtió su primer gol del campeonato, al efectuar un cabezazo al minuto 3' que permitía la ventaja transitoria sobre el Herediano. El resultado finalizó empatado 1-1. El 13 de marzo anotó en el partido ante Guanacasteca en el triunfo a domicilio por 1-2.

## Selección nacional

### Categorías inferiores

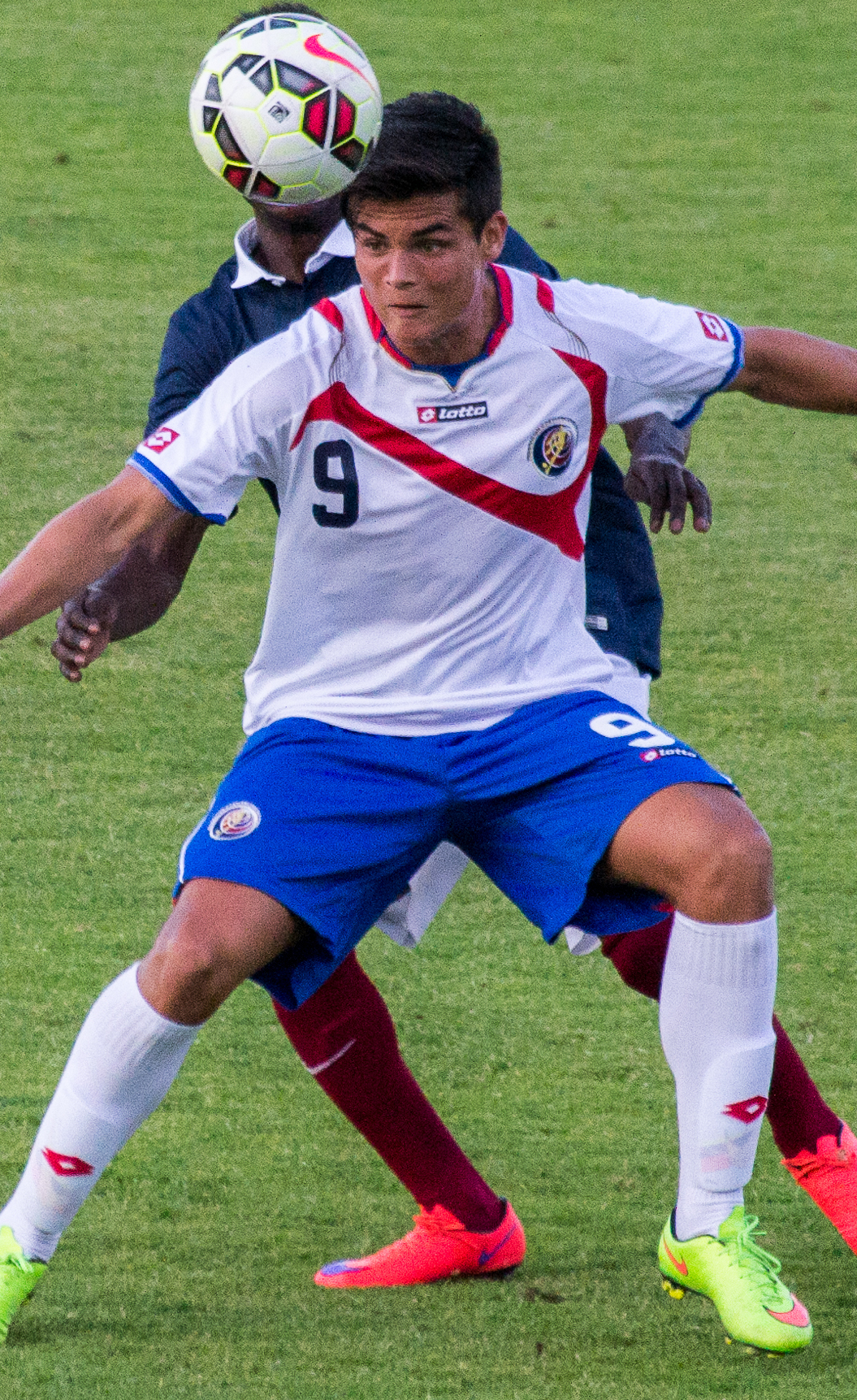
Francisco en Toulon 2015.

El 5 de noviembre de 2014, el entrenador de la Selección Sub-21 de Costa Rica, Paulo Wanchope, anunció la lista de veinte futbolistas que le harían frente a los Juegos Centroamericanos y del Caribe, en la que apareció Francisco Rodríguez. Debutó el 19 de noviembre en el Estadio Luis "Pirata" Fuente de Veracruz contra el combinado de Cuba. El delantero completó la totalidad de los minutos y el marcador finalizó en derrota por 1-2. Dos días después fue nuevamente titular en la pérdida 0-1 ante Venezuela, y cerró su participación el 23 de noviembre con un gol sobre Haití (2-2).
El 22 de mayo de 2015, el técnico Paulo Wanchope definió la convocatoria de los jugadores Sub-22 que enfrentarían el Torneo Esperanzas de Toulon, donde Rodríguez fue tomado en cuenta. El entrenador Luis Fernando Fallas dirigió al grupo en la competencia en representación de Wanchope, mientras que Francisco solo pudo disputar dos de cuatro encuentros, frente a Francia (derrota 2-1) y Catar (1-1).

### Selección absoluta
El 20 de mayo de 2019, se conoció que el delantero fue incluido en la prelista de cuarenta jugadores en la Selección de Costa Rica, dirigida por Gustavo Matosas, para disputar la Copa de Oro de la Concacaf. Sin embargo, el 6 de junio no logró hacerse con un lugar en la convocatoria definitiva.
Entró por primera vez a una nómina oficial el 28 de agosto de 2019, para afrontar un juego amistoso. El 6 de septiembre hizo su debut en la selección absoluta en el amistoso celebrado en el Estadio Nacional contra Uruguay, donde ingresó de cambio al minuto 77' por Bryan Ruiz con la dorsal «14» y el marcador terminó en derrota 1-2.
El 4 de octubre de 2019, es convocado por Ronald González para el inicio en la Liga de Naciones de la Concacaf. El 10 de octubre fue suplente en el empate 1-1 de visita frente a Haití. Tres días después repitió su rol en el banquillo en la igualada contra Curazao.

## Estadísticas

### Clubes
Actualizado al último partido jugado el 23 de abril de 2022.
| A. D. Alajuela Junior Costa Rica |               |               |     |    |   |   |    |    |     |    |
| 2.ª | 2012-13       | 10            | 1   | —  | — | — | —  | 10 | 1   |    |
| Total club | Total club    | 10            | 1   | —  | — | — | —  | 10 | 1   |    |
| L. D. Alajuelense Costa Rica |               |               |     |    |   |   |    |    |     |    |
| 1.ª | 2013-14       | —             | —   | 0  | 0 | — | —  | 0  | 0   |    |
| Total club | Total club    | —             | —   | 0  | 0 | — | —  | 0  | 0   |    |
| A. D. Carmelita Costa Rica |               |               |     |    |   |   |    |    |     |    |
| 1.ª | 2013-14       | 18            | 6   | —  | — | — | —  | 18 | 6   |    |
| 1.ª | 2014-15       | 8             | 1   | —  | — | — | —  | 8  | 1   |    |
| Total club | Total club    | 26            | 7   | —  | — | — | —  | 26 | 7   |    |
| L. D. Alajuelense Costa Rica |               |               |     |    |   |   |    |    |     |    |
| 1.ª | 2014-15       | 5             | 0   | 0  | 0 | 0 | 0  | 5  | 0   |    |
| 1.ª | 2015-16       | 2             | 0   | 1  | 0 | — | —  | 3  | 0   |    |
| Total club | Total club    | 7             | 0   | 1  | 0 | 0 | 0  | 8  | 0   |    |
| Universidad de Costa Rica Costa Rica |               |               |     |    |   |   |    |    |     |    |
| 1.ª | 2015-16       | 8             | 1   | —  | — | — | —  | 8  | 1   |    |
| 1.ª | 2016-17       | 18            | 1   | —  | — | — | —  | 18 | 1   |    |
| Total club | Total club    | 26            | 2   | —  | — | — | —  | 26 | 2   |    |
| Diriangén F. C. Nicaragua |               |               |     |    |   |   |    |    |     |    |
| 1.ª | 2017          | 19            | 3   | —  | — | — | —  | 19 | 3   |    |
| Total club | Total club    | 19            | 3   | —  | — | — | —  | 19 | 3   |    |
| Universidad de Costa Rica Costa Rica |               |               |     |    |   |   |    |    |     |    |
| 1.ª | 2017-18       | 20            | 7   | —  | — | — | —  | 20 | 7   |    |
| 1.ª | 2018-19       | 36            | 15  | —  | — | — | —  | 36 | 15  |    |
| Total club | Total club    | 56            | 22  | —  | — | — | —  | 56 | 22  |    |
| Santos de Guápiles Costa Rica |               |               |     |    |   |   |    |    |     |    |
| 1.ª | 2018-19       | 3             | 1   | —  | — | 2 | 0  | 5  | 1   |    |
| Total club | Total club    | 3             | 1   | —  | — | 2 | 0  | 5  | 1   |    |
| C. S. Herediano Costa Rica |               |               |     |    |   |   |    |    |     |    |
| 1.ª | 2019-20       | 24            | 9   | —  | — | 2 | 0  | 26 | 9   |    |
| Total club | Total club    | 24            | 9   | —  | — | 2 | 0  | 26 | 9   |    |
| Deportes Tolima Colombia |               |               |     |    |   |   |    |    |     |    |
| 1.ª | 2020          | 9             | 3   | —  | — | 5 | 0  | 14 | 3   |    |
| Total club | Total club    | 9             | 3   | —  | — | 5 | 0  | 14 | 3   |    |
| C. S. Herediano Costa Rica |               |               |     |    |   |   |    |    |     |    |
| 1.ª | 2020-21       | 20            | 5   | —  | — | — | —  | 20 | 5   |    |
| 1.ª | 2021-22       | 4             | 0   | —  | — | — | —  | 4  | 0   |    |
| Total club | Total club    | 24            | 5   | —  | — | — | —  | 24 | 5   |    |
| Deportivo Saprissa Costa Rica |               |               |     |    |   |   |    |    |     |    |
| 1.ª | 2021-22       | 14            | 2   | —  | — | 1 | 0  | 15 | 2   |    |
| Total club | Total club    | 14            | 2   | —  | — | 1 | 0  | 15 | 2   |    |
| Total carrera | Total carrera | Total carrera | 218 | 55 | 1 | 0 | 10 | 0  | 229 | 55 |
| (1) Incluye datos del Torneo de Copa (2013-15) / Copa Colombia (2020). (2) Incluye datos de la Liga de Campeones de la Concacaf (2014-22) / Liga Concacaf (2018-19) / Copa Libertadores (2020) / Copa Sudamericana (2020). (3) No incluye goles en partidos amistosos. |               |               |     |    |   |   |    |    |     |    |

## Vida privada
Francisco Rodríguez tuvo un breve periodo fuera del fútbol ya que no conseguía equipo, esto tras haber finiquitado su contrato con Alajuelense. El 3 de mayo de 2017, fue confirmado como uno de los doce participantes del programa «Guerreros» de Repretel. Sin embargo, el 23 de junio anunció su retiro del espacio tras el llamado de un equipo Nicaragüense. Asimismo, afirmó que las rutinas en Guerreros le hicieron ganar un tipo de masa muscular en tren superior que no le beneficiaba en su desempeño en el fútbol.
Se casó en 2021 con Lina Arciniegas, exfutbolista profesional colombiana y presentadora deportiva de Televisión. 

## Palmarés

### Títulos nacionales
| Título                         | Club            | País       | Año  |
| ------------------------------ | --------------- | ---------- | ---- |
| Primera División de Costa Rica | C. S. Herediano | Costa Rica | 2019 |
| Primera División de Costa Rica | C. S. Herediano | Costa Rica | 2021 |
| Supercopa de Costa Rica        | C. S. Herediano | Costa Rica | 2024 |
| Primera División de Costa Rica | C. S. Herediano | Costa Rica | 2024 |